# خديجة الفرجاني
خديجة الفرجاني (1984 -) هي فنان تشكيلية وممثلة ليبية.

## أعمالها الفنية
شاركت في العديد من المسلسلات منها:
- مسلسل محطة
- مسلسل سقادي
- مسلسل حكايا النسوة
- فيلم الليبي لاخدمة ولاقدمة